# António da Silva Túlio

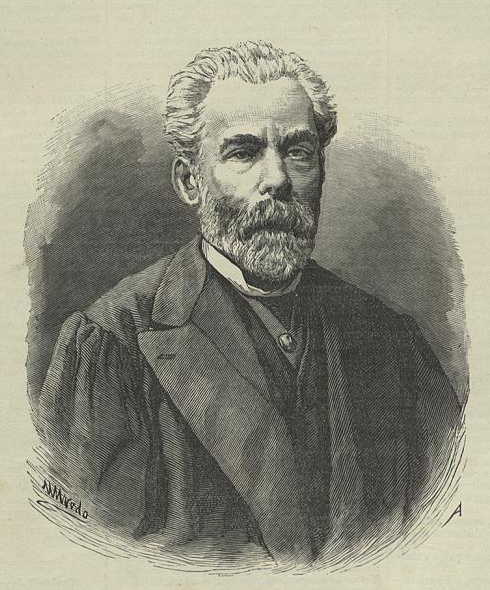
António da Silva Túlio

António da Silva Túlio (Carnide, 15 de Agosto de 1818 — Lisboa, 4 de Janeiro de 1884) foi um escritor e historiador, funcionário da Biblioteca Nacional de Lisboa, onde foi sucessivamente oficial, conservador e bibliotecário, exercendo interinamente as funções de director na ausência do bibliotecário-mor José da Silva Mendes Leal. Foi diretor de redacção do Arquivo Pitoresco
(1857-1868) e colaborou na Revista universal lisbonense (1841-1859), A illustração luso-brasileira (1856-1859) e na Revista Contemporânea de Portugal e Brasil  (1859-1865).
Foi membro da primeira hora, em 1861, da Comissão Central 1.º de Dezembro de 1640 contra o iberismo que nessa altura muito se fazia eco na imprensa e política portuguesa.